# Koja

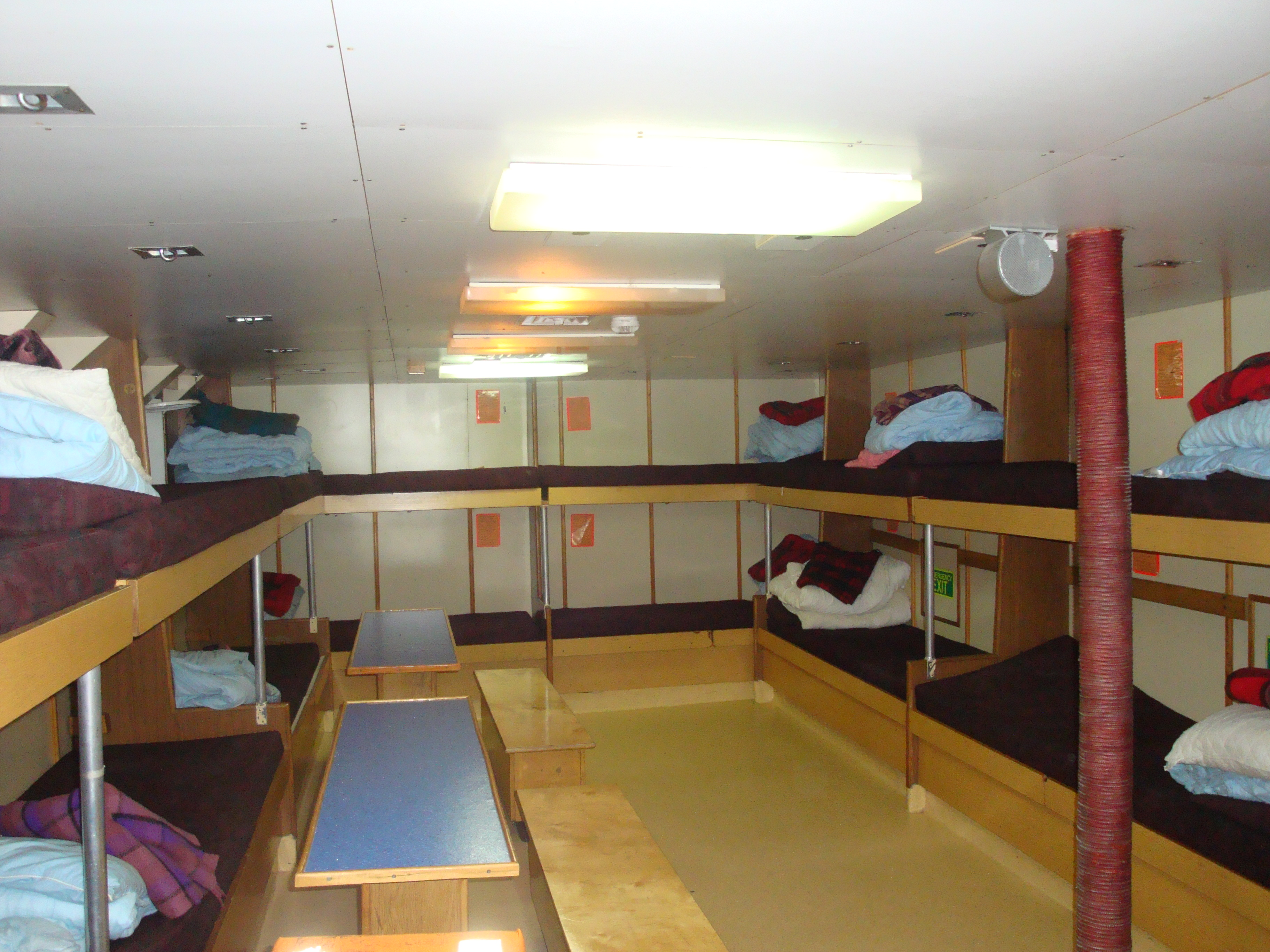
Koje praktykantów w kubryku na Darze Młodzieży

Koja – łóżko na jednostce pływającej w kajucie lub wspólnym pomieszczeniu (kubryk). W Marynarce Wojennej także łóżko marynarza na lądzie.
Istnieje kilka rodzai koi w zależności od miejsca ich usytuowania i przeznaczenia. Możemy wyróżnić: koje stałe, składane, pilotowe, hundkoje oraz dinetki.

## Koje stałe
Niedemontowalne koje występujące pojedynczo lub niekiedy piętrowo (w obszarze śródokręcia). W kambuzie umieszcza się koje stałe przy burtach tak, aby zachować jak najwięcej miejsca pośrodku na stół, siedzenia itp.

## Koje składane
Nazywane również klapkojami stanowią dodatkowe miejsca sypialne, które w każdej chwili można rozłożyć lub złożyć. Najprostszym przykładem klapkoi jest hamak. Może ją również stanowić podwieszane na linach oparcie kanapy. Innym przykładem jest żagielkoja (inaczej koja żaglowa lub segelkoja) będąca płótnem żaglowym rozciągniętym na metalowej ramie. Podczas dnia jest ona składana i odwieszana na burtę. Do grupy koi składanych zalicza się również siedzenia kanap w mesie, które po rozsunięciu tworzą pojedyncze lub podwójne miejsce sypialne.

## Hundkoje
Są to miejsca sypialne znajdujące się pomiędzy burtą jednostki a kokpitem. Należą do znacznie mniej wygodnych niż koje stałe.

## Koje pilotowe
Stanowią miejsca sypialne pod półpokładami jednostki. Charakteryzują się bardzo małą wysokością, przez co nadają się jedynie do przebywania w nich w pozycji leżącej. W gwarze żeglarskiej nazywa się je sarkofagami, trumnami lub telewizorem.

## Dinetki
Są to koje dwuosobowe powstałe poprzez przykrycie przestrzeni pomiędzy kanapami specjalną deską. Niekiedy stosuje się rozwiązanie wykorzystujące opuszczany do poziomu kanap stół.
Koja stanowi miejsce do spania, wypoczynku, a także częściowo miejsce odosobnienia żeglarza lub marynarza (ew. pasażera) oraz miejsce przechowywania jego rzeczy osobistych (pod miejscem do leżenia - bakista oraz w niewielkich schowkach umieszczonych przy koi).
Koja jest zwykle wystarczająco długa, za to dość wąska. W celu zabezpieczenia przed wypadnięciem, w czasie dużego kołysania jednostki pływającej (np. podczas sztormu), wolny bok koi może być zabezpieczony sztormdeską (demontowalną deską niewielkiej wysokości) lub rozpinanym fartuchem sztormowym. Jeżeli górne koje są składane, to wiszą na pasach, które jednocześnie spełniają rolę zabezpieczenia przed wypadnięciem.